# Denise Kielholtz
Denise Kielholtz (Ámsterdam, 30 de marzo de 1989) es una artista marcial mixta neerlandesa.

## Carrera de artes marciales mixtas
Kielholtz hizo su debut profesional de MMA en Torarica Summer Fights 1 en octubre de 2015. Perdió la pelea por sumisión.

### Bellator MMA
Kielholtz firmó con Bellator en 2016, apareciendo en la tarjeta inaugural de kickboxing de la promoción, Bellator Kickboxing 1 en Turín (Italia) el 16 de abril de 2016. Ella iría 4-1 en kickboxing para la promoción, ganando el Campeonato de Peso Mosca en el camino. Luego hizo su debut en Bellator MMA en Bellator 188 contra Jessica Middleton. Ganó el combate por sumisión.
Se esperaba que Kielholtz se enfrentara a Lena Ovchynnikova en el evento coprincipal de Bellator 196 en Budapest, Hungría, el 6 de abril de 2018. Sin embargo, esta se retiró de la pelea y fue reemplazada por Petra Částková. Kielholtz ganó la pelea por decisión unánime. Se enfrentó a Veta Arteaga el 21 de septiembre de 2018 en Bellator 205. Perdió la pelea por sumisión. Más adelante combatió contra Bryony Tyrell en Bellator 223 el 22 de junio de 2019. Ella ganó la pelea vía TKO en la tercera ronda.
Kielholtz se enfrentó a la turca Sabriye Şengül en Bellator London 2 el 23 de noviembre de 2019. Ganó la pelea a través de una sumisión Americana en la primera ronda. Al año siguiente, el 21 de febrero de 2020, luchó contra Kristina Williams en Bellator 239. Ganó la pelea a través de una sumisión por estrangulamiento trasero desnudo en la primera ronda.
Kielholtz se enfrentó a la ex retadora al título de peso mosca femenino de Bellator Kate Jackson en Bellator 247 el 1 de octubre de 2020. Ganó el combate por nocaut a los 43 segundos del primer asalto. Posteriormente, firmó un nuevo contrato con Bellator MMA.
Kielholtz luchó por el Campeonato Mundial Mosca Femenino de Bellator contra la campeona brasileña Juliana Velasquez el 16 de julio de 2021 en Bellator 262. Perdió el combate en una ajustada decisión dividida. Después tocó combatir con la nipona Kana Watanabe el 13 de mayo de 2022 en Bellator 281. Perdió el combate por estrangulamiento en el segundo asalto.
Kielholtz se enfrentó a Ilara Joanne el 9 de diciembre de 2022, en Bellator 289. Perdió la pelea por decisión dividida.
Se enfrentó a Paula Cristina el 12 de mayo de 2023 en Bellator 296. Ganó el combate por decisión unánime.

## Vida personal
Kielholtz está casada con el kickboxer Hesdy Gerges.

## Récord en artes marciales mixtas
| Resultado | Récord | Oponente               | Método                      | Evento                   | Fecha                    | Ronda | Tiempo | Localización |
| --------- | ------ | ---------------------- | --------------------------- | ------------------------ | ------------------------ | ----- | ------ | ------------ |
| Victoria  | 8–5    | Sumiko Inaba           | Decisión (unánime)          | Bellator 301             | 17 de noviembre de 2023  | 3     | 5:00   | Chicago      |
| Victoria  | 7–5    | Paula Cristina         | Decisión (unánime)          | Bellator 296             | 12 de mayo de 2023       | 3     | 5:00   | París        |
| Derrota   | 6–5    | Ilara Joanne           | Decisión (split)            | Bellator 289             | 9 de diciembre de 2022   | 3     | 5:00   | Uncasville   |
| Derrota   | 6–4    | Kana Watanabe          | Sumisión (triangle choke)   | Bellator 281             | 13 de mayo de 2022       | 2     | 3:03   | Londres      |
| Derrota   | 6–3    | Juliana Velasquez      | Decisión (split)            | Bellator 262             | 16 de julio de 2021      | 5     | 5:00   | Uncasville   |
| Victoria  | 6–2    | Kate Jackson           | KO (puñetazos)              | Bellator 247             | 1 de octubre de 2020     | 1     | 0:43   | Milán        |
| Victoria  | 5–2    | Kristina Williams      | Sumisión (rear-naked choke) | Bellator 239             | 21 de febrero de 2020    | 1     | 2:15   | Thackerville |
| Victoria  | 4–2    | Sabriye Şengül         | Sumisión (americana)        | Bellator London 2        | 23 de noviembre de 2019  | 1     | 0:32   | Londres      |
| Victoria  | 3–2    | Bryony Tyrell          | TKO (puñetazos)             | Bellator 223             | 22 de junio de 2019      | 3     | 2:48   | Londres      |
| Derrota   | 2–2    | Veta Arteaga           | Sumisión (guillotine choke) | Bellator 205             | 21 de septiembre de 2018 | 2     | 4:24   | Boise        |
| Victoria  | 2–1    | Petra Částková         | Decisión (unánime)          | Bellator 196             | 6 de abril de 2018       | 3     | 5:00   | Budapest     |
| Victoria  | 1–1    | Jessica Middleton      | Sumisión (scarfhold armbar) | Bellator 188             | 16 de noviembre de 2017  | 1     | 1:16   | Tel Aviv     |
| Derrota   | 0–1    | Juliete de Souza Silva | Sumisión (armbar)           | Torarica Summer Fights 1 | 31 de octubre de 2015    | 1     | NA     | Paramaribo   |